# Phyllomedusa tetraploidea
Phyllomedusa tetraploidea är en groddjursart som beskrevs av Pombal och Célio F.B. Haddad 1992. Phyllomedusa tetraploidea ingår i släktet Phyllomedusa och familjen lövgrodor. IUCN kategoriserar arten globalt som livskraftig. Inga underarter finns listade i Catalogue of Life.